# Баквица
Баквица је посуда за воду, подесна за ношење на леђима и на самару коња и магараца.
У војсци се раније употребљавала дрвена баквица овалног облика, запремине 20-30 литара, слична бурету. Исто тако су некада кориштене и лимене баквице, за хлађење митраљеза водом.
Због гломазности, баквице су замијењене са подеснијим посудама од лима, гуме и пластике.